# XBIZ
XBIZ（エックスビズ）は、アメリカ合衆国の性産業向に関するビジネスニュースを扱う出版社。

## XBIZ賞
XBIZは、アダルトエンターテインメントを対象にXBIZ賞を授与している。